# 933 a.C.

## Eventos
- Forma-se o  Novo Reino de Israel e o Reino de Judá.